# Ibba Laajab
Ibba Laajab, właściwie Abdurahim Laajab (ur. 21 maja 1985 w Oslo) – norweski piłkarz występujący na pozycji napastnika, zawodnik japońskiego klubu Yokohama FC.

## Kariera piłkarska
Od 2003 występował w klubach: Skeid Fotball, Drøbak-Frogn IL, Sørumsand IF, Borussia Mönchengladbach II, Notodden FK, Mjøndalen IF, Strømmen IF, Vålerenga Fotball, Stabæk Fotball, FK Bodø/Glimt i Hebei China Fortune.
1 marca 2016 podpisał kontrakt z japońskim klubem Yokohama FC, umowa do 31 stycznia 2020.

## Sukcesy

### Klubowe
Yokohama FC
- Król strzelców J2 League: 2016/2017 (25 goli)